# Žizdra (řeka)
Žizdra (rusky Жиздра) je řeka v Kalužské oblasti v Rusku. Je 223 km dlouhá. Povodí má rozlohu 9 170 km².

## Průběh toku
Protéká Středoruskou vysočinou. Hlavní přítoky jsou Resseta a Vytebeť zprava a Serena zleva. Je to levý přítok Oky (povodí Volhy).

## Vodní režim
Zdroj vody je sněhový a dešťový. Průměrný průtok vody u města Kozelsk činí přibližně 35 m³/s. Zamrzá na konci listopadu a rozmrzá na začátku dubna.

## Využití
Řeka je splavná pro vodáky. Leží na ní města Žizdra a Kozelsk.